# Al Marakeb Pro Cycling Team
Al Marakeb Pro Cycling Team is een continentale wielerploeg uit de Verenigde Arabische Emiraten, uitkomend in de continentale circuits van de UCI. 

## Bekende renners
- Tarik Chaoufi (2015)
- Egoitz García (2016-heden)

2015 · 2016